# Światowa zharmonizowana procedura badania pojazdów lekkich
Światowa zharmonizowana procedura badania pojazdów lekkich (ang. Worldwide Harmonised Light Vehicle Test Procedure, WLTP) – test laboratoryjny pomiaru zużycia paliwa, emisji CO2 oraz emisji zanieczyszczeń w samochodach osobowych. Wprowadzany stopniowo od 2017. Zastępuje dotychczas powszechnie używany standard NEDC, zaprojektowany w latach 80. XX wieku.

## Opis
Cykl jazdy WLTP jest podzielony na cztery części o różnych średnich prędkościach: niskiej, średniej, wysokiej i bardzo wysokiej. Każda część zawiera różne fazy jazdy, przystanki, fazy przyspieszania i hamowania. Dla określonego typu samochodu każda konfiguracja układu napędowego jest testowana dla najlżejszej (najbardziej ekonomicznej) i najcięższej (najmniej ekonomicznej) wersji samochodu.
WLTP został opracowany w celu wykorzystania go jako globalnego cyklu testowego w różnych regionach świata, więc emisje zanieczyszczeń i CO2 oraz wartości zużycia paliwa byłyby porównywalne na całym świecie. Jednakże chociaż WLTP ma wspólny „rdzeń” globalny, Unia Europejska i inne regiony zastosują test na różne sposoby, w zależności od ich przepisów ruchu drogowego i potrzeb.

### Fazy wdrożenia[3]
- od września 2017 – nadal obowiązuje NEDC, natomiast dla nowo wprowadzanych na rynek typów aut obie normy równolegle. Do końca 2018 w broszurach konsumenckich obowiązuje tylko NEDC.
- od września 2018 – wszystkie nowe samochody osobowe wprowadzane do obrotu w Unii Europejskiej muszą być badane i homologowane zgodnie z procedurą WLTP określoną w rozporządzeniu Komisji (UE) 2017/1151, tzn. muszą mieć certyfikat WLTP. Wyjątek stanowią samochody z końca serii (sprzedaż ograniczonej liczby niesprzedanych pojazdów, które zostały zatwierdzone na podstawie starego testu NEDC, na jeszcze jeden rok).
- od 1 stycznia 2019 – wszystkie samochody w salonach samochodowych powinny mieć wartości WLTP-CO2.
- w trakcie 2020 – Komisja Europejska zamieni dzisiejsze cele (oparte na NEDC) na CO2 na konkretne cele WLTP-CO2 o porównywalnej rygorystyczności.